# Stanisław Ignacy Witkiewicz

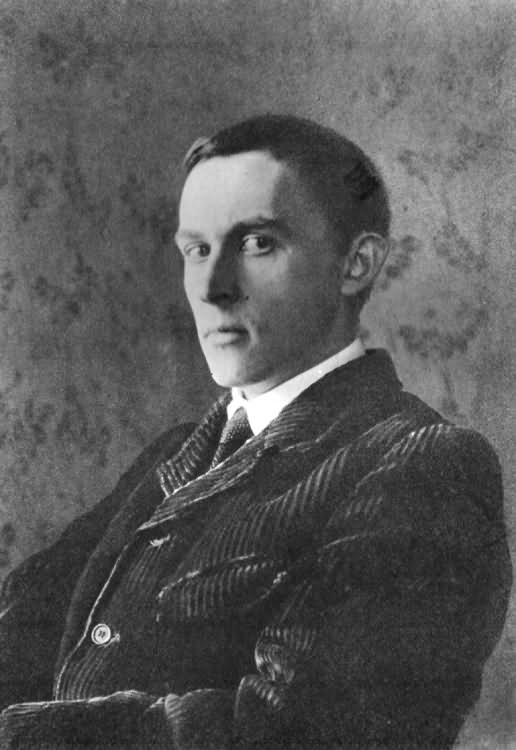
Stanisław Ignacy Witkiewicz (circa 1912)

Stanisław Ignacy Witkiewicz oder Witkacy (* 24. Februar 1885 in Warschau, Russisches Kaiserreich; † 18. September 1939 in Jeziory, Polen) war ein polnischer Schriftsteller, Maler, Fotograf und Philosoph.

## Geschichte
Witkacy wurde in Warschau geboren, wuchs aber in Zakopane auf, das damals zum österreichischen Teilungsgebiet gehörte. Sein Vater, Stanisław Witkiewicz, war Künstler und seine Mutter Musikerin, so dass er bereits in der Kindheit stark von künstlerischen Einflüssen, v. a. durch das so genannte Junge Polen (Młoda Polska), geprägt wurde. Um den Sohn frei zu erziehen, schickte der Vater ihn auf keine Schule, sondern unterrichtete ihn selbst. Trotz allem konnte er ein Abitur ablegen und studierte kurzzeitig an der Kunstakademie in Krakau. Nach dem Freitod seiner Verlobten 1914 reiste er zusammen mit seinem Freund Bronisław Malinowski nach Australien. Im Herbst desselben Jahres begab sich Witkiewicz nach Petersburg zum Pawlowski-Regiment. Nach seiner Ausbildung begann er sich 1915 der Kunst zuzuwenden und erlebte die Russische Revolution in Petrograd.

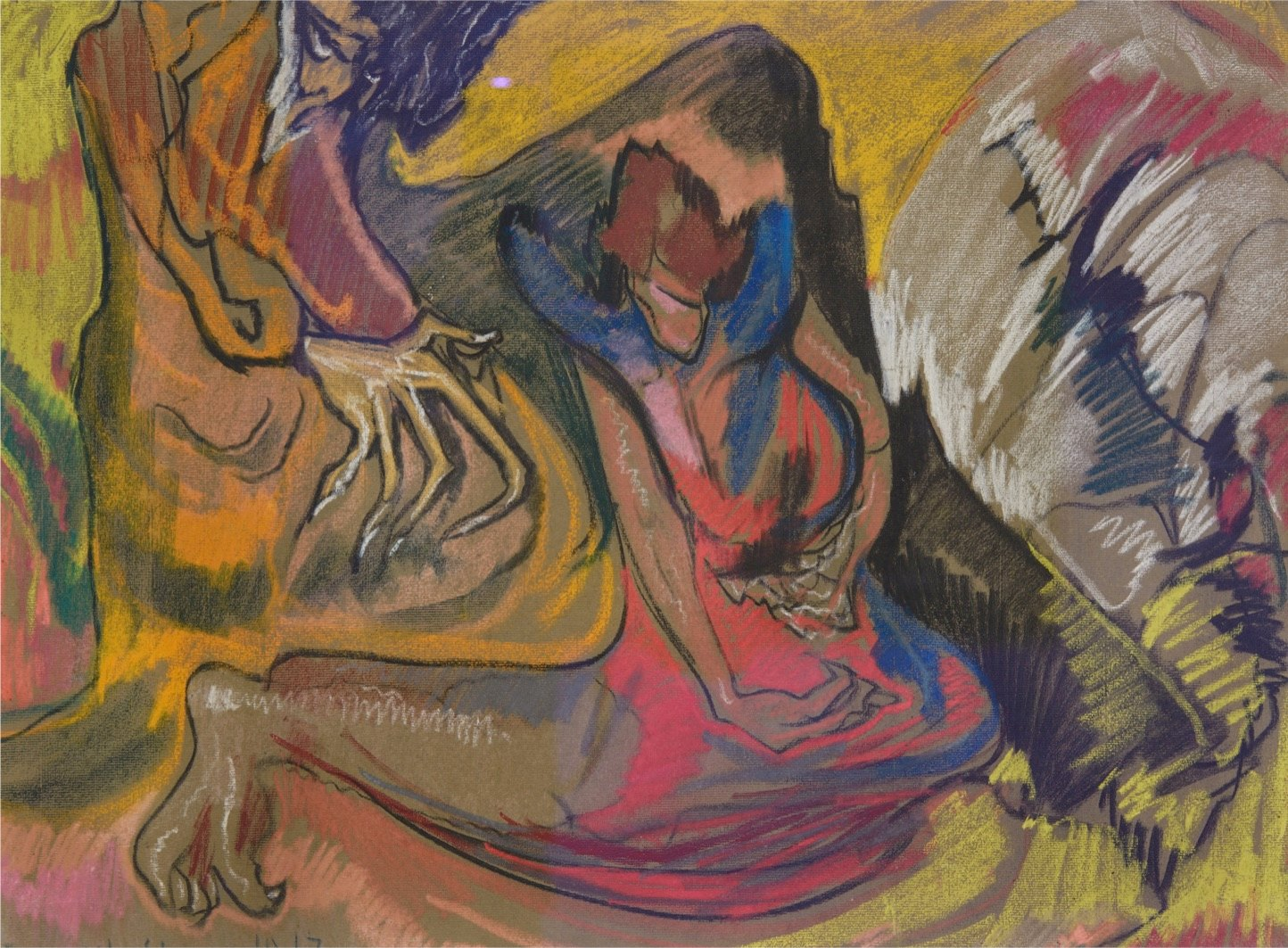
Gemälde Hexen (1917), Sammlung des Museums Jerke, Recklinghausen

Nach Polen zurückgekehrt, gab er sich seinen Künstlernamen Witkacy und konzentrierte sich nun vollständig auf die Kunst. Allein im Jahr 1920 schrieb er zehn Theaterstücke. 1922 heiratete er Jadwiga von Unrug, die Enkelin des polnischen Malers Juliusz Kossak. Seine Frau lebte allerdings in Warschau, während er in Zakopane weilte. Um seinen Geldmangel zu beseitigen, gründete er in Zakopane das Unternehmen „S. I. Witkiewicz“ und malte dort Porträts. Diese zeichnete er oft unter dem Einfluss von Drogen. Ob er auch abhängig von Drogen war, ist umstritten. Die Art der Drogen vermerkte er stets (anhand ihrer chemischen Formel) auf den Bildern. Je nach seiner Laune fielen die Bilder sehr unterschiedlich aus. So wurden Kommentare eingearbeitet, aber auch die Darstellung der Bilder an sich variierte. Möglicherweise entstand aber gerade dadurch seine große Popularität.
Als Polen 1939 von den Deutschen angegriffen wurde, meldete er sich zur Mobilmachung. Sein Alter und seine Gesundheit führten aber zur Ablehnung. Daher floh er zusammen mit seiner Geliebten Czesława Oknińska in den Osten Polens. Als die Übergabe der Gebiete an die Sowjetunion stattfand, tötete er sich selbst mit Schlaftabletten und dem Aufschneiden der Pulsadern. Seine Geliebte, die mit ihm in den Tod gehen sollte, überlebte ihren Selbstmordversuch. 
Während des Zweiten Weltkrieges gingen viele seiner Werke verloren.
1988 wurde sein vermeintlicher Leichnam nach Zakopane gebracht und dort bestattet. Später stellte sich allerdings heraus, dass der Leichnam der einer unbekannten ukrainischen Frau war.

## Rezeption
Anerkennung für seine geschriebenen Werke erhielt Witkiewicz zu Lebzeiten nicht. Sowohl Kritiker als auch das breite Publikum zeigten seinen Werken gegenüber meist Ablehnung und völliges Unverständnis. So wurden etwa seine Schriften als Zukunftsdeutungen aufgefasst, als Warnungen vor Diktaturen und der Einschränkung der Freiheit der Menschen etc. Nichts liegt Witkiewicz ferner. In seiner Sicht stehen die Barbaren nicht vor den Toren. Sie werden nicht kommen; sie sind schon in der Stadt. Die Häuser werden nicht brennen; sie brennen schon. Und mitten im Getümmel dreht Witkiewicz mit einer billigen Handkamera seinen Dokumentarfilm. Die Bilder sind – notwendigerweise – verwackelt und nie im Fokus. Aus unmöglichen Blickwinkeln heraus entstehen verrückte Zerrbilder. Die Aussagen sind jedoch immer klar und für alle Leser leicht verständlich. Am Ende von Unersättlichkeit erhalten die polnischen Offiziere bei der Siegesfeier der Chinesen Rattenschwänze in Wanzensauce vorgesetzt und zum Nachtisch zerstampfte Kakerlaken. Eindeutig (und einmalig) auch die Schlussworte von Abschied vom Herbst: Trotzdem ist alles bestens, alles ist bestens. Wie? Etwa nicht? Es ist bestens, verdammt noch mal, und wer das leugnet, kriegt eins aufs Maul!
Heute gilt Witkacy neben Witold Gombrowicz und Bruno Schulz als einer der wichtigsten Schriftsteller der polnischen Moderne und wird als solcher auch international wahrgenommen. Im Polen der Nachkriegszeit stand vor allem der Künstler und Dramatiker Tadeusz Kantor (Theater des Todes) stark unter dem Einfluss Witkacys.
In seinem Hauptwerk Unersättlichkeit erfand Witkiewicz die „Murti-Bing-Pillen“, die angeblich in kondensierter Form eine Weltanschauung enthalten sollen. Wer die Pillen schluckt, übernimmt angeblich diese Weltanschauung ohne jede Einschränkung, wird heiter und zufrieden und gegen jede Form metaphysischer Bedenken immun. Czesław Miłosz verwendet die Murti-Bing-Pillen in seiner Analyse Verführtes Denken als zentrale Metapher.

## Ausstellungen
- Dauerausstellung: Muzeum Pomorza Środkowego w Słupsku (Regionalmuseum Stolp) – Polen

- 1998: Witkacy. Metaphysische Portraits. Photographien 1910–1939 von Stanislaw Ignacy Witkiewicz in der Staatlichen Galerie Moritzburg Halle – Sachsen-Anhalt (gemeinsam mit dem Fotomuseum im Münchner Stadtmuseum)

- 2015: Stanisław Ignacy Witkiewicz (1885–1939). Arbeiten auf Papier in der Galerie Berinson, Berlin (12. September bis 31. Oktober),[3]

## Gemälde
- Kuszenie swiętego Antononiego II (Die Versuchung des heiligen Antonius), 1921/22, Öl auf Leinwand, Muzeum Narodowe, Kraków

## Philosophische und wissenschaftliche Werke
- Nowe formy w malarstwie i wynikające stąd nieporozumienia (1919) (Neue Formen in der Malerei und die daherrührenden Missverständnisse. Theorie der reinen Form)
- Szkice estetyczne (1922) (Ästhetische Skizzen)
- Narkotyki – Niemyte dusze (Drogen – Ungewaschene Seelen)
- Pojęcia i twierdzenia implikowane przez pojęcie istnienia (1935) (Durch den Begriff Existenz implizierte Begriffe und Behauptungen)
- Zagadnienie psychofizyczne (1938) (Psychophysische Probleme)

## Literarische Werke
a) Wichtige Dramen:
- Tumor Mózgowicz (Urauff. 1921)
- Kurka wodna (Urauff. 1922, dt.: Das Wasserhuhn)
- W małym dworku (Urauff. 1923, dt.: Im kleinen Landhaus)
- Wariat i zakonnica (Urauff. 1924, dt.: Der Narr und die Nonne)
- Jan Maciej Karol Wścieklica (Urauff. 1925)
- Szewcy (1934, Urauff. 1957, dt.: Die Schuster)
- Matka (1924, Urauff. 1964, dt.: Die Mutter)
- Gyubal Wahazar (1921, Urauff. 1966, dt. auch u.d.T.: Gjubal Zauderzar)

Dt.: Stücke. Übers. und hrsg. von Henryk Bereska. Berlin (Ost) 1962.
- Dt.: Sämtliche Stücke deutsch/polnisch in vier Bänden. Übers. und hrsg. von Makarczyk & Schuster.
- Stücke Bd. 1 u.d.T. "Man hat uns das Jenseits genommen". München 2006.
- Stücke Bd. 2 u.d.T. "Wir brauchen gar kein Jenseits". München 2009.
- Stücke Bd. 3 u.d.T. "Ein Hauch von Jenseits". München/Berlin 2010.
- Stücke Bd. 4 u.d.T. "Wozu bist du aus dem Jenseits hierher gekommen?". München/Berlin 2012.

b) Romane:
- 622 Upadki Bunga czyli demoniczna kobieta. Warschau 1972.
- Pożegnanie jesieni. (1927) In deutscher Übersetzung Abschied vom Herbst. Piper, München 1987, ISBN 3-492-03112-9.
- Nienasycenie. (1930) In deutscher Übersetzung: Unersättlichkeit. Mit einem Vorwort von Witold Gombrowicz, Piper Verlag, München 1966.
- Jedyne wyjście (1932/33)

## Verfilmungen
- Mariusz Trelinski verfilmte Pożegnanie jesieni (Premiere 1990, dt.: Abschied vom Herbst)
- Wiktor Grodecki verfilmte Nienasycenie (dt.: Unersättlichkeit)
- Andrzej Kotkowski verfilmte W starym dworku, czyli niepodległość trójkątów (Premiere: 1985, dt.: Im alten Herrenhaus, oder: Die Unabhängigkeit der Dreiecke)

## Stanislaw Ignacy Witkiewicz Preis
Diese Auszeichnung wird jedes Jahr vom Polnischen Institut des Internationalen Theaterinstituts für „herausragende Errungenschaften bei der Förderung von Polnischer Theater in der Welt“ verliehen.

## Verweise